# 廣麟
廣麟（1861年—?），号瑞周，任佳氏，漢軍正藍旗包衣人，清朝政治人物、同進士出身。
光緒十四年举人，二十年（1894年），参加光緒甲午科殿試，登進士三甲127名。同年五月，著交吏部掣签分发各省，以知县即用。